# Howie Mandel
Howard Michael Mandel (født 29. november 1955 i Toronto, Canada) er en canadisk komiker, skuespiller og tv-vært, der er mest kendt for at være vært på tv-showet Deal or No Deal på NBC.
I 2010 blev det meddelt, at Howie ville erstatte David Hasselhoff som en af dommerne på America's Got Talent efter at Hasselhoff meddelte, at han ville sige sit arbejde op pga. en ny tv-serie, som han skulle være med i.
 Der er for få eller ingen kildehenvisninger i denne artikel, hvilket er et problem. Du kan hjælpe ved at angive troværdige kilder til de påstande, som fremføres i artiklen.

1. ↑  Navnet er anført på svensk og stammer fra Wikidata hvor navnet endnu ikke findes på dansk.
2. ↑  Navnet er anført på svensk og stammer fra Wikidata hvor navnet endnu ikke findes på dansk.
3. ↑  Navnet er anført på svensk og stammer fra Wikidata hvor navnet endnu ikke findes på dansk.
4. ↑  Navnet er anført på svensk og stammer fra Wikidata hvor navnet endnu ikke findes på dansk.